# Триада
Триада (на китайски: 三合會) е термин, използван за описване на множеството разклонения на китайските престъпни организации, действащи в Хонконг, Виетнам, Макао, Тайван, а също и в държави със значително китайско население, като Малайзия, Сингапур, САЩ, Канада, Австралия, Нова Зеландия и Обединеното кралство.

## История

### Предхождащи организации
През 60-те години на 18 век е основано братското общество на Небето и Земята(天地會) и след като се разпространява неговото влияние из Китай, се разклонява на няколко по-малки групи с различни имена, една от които е Обществото на Трите Хармонии (三合會). Тези общества използват триъгълника като тяхна емблема, обикновено включващи изображения на мечове и портрети на Гуан Ю. Терминът „триада“ за първи път е използван от Британските управници в колонизиран Хонконг, поради използването на триъгълни образи от страна на такива групировки.

### Миграция към Хонконг
Когато Китайската комунистическа партия идва на власт в континентален Китай през 1949 г. правоприлагането в страната става по-строго и принудени от натиска на правителството, триадите мигрират в Хонконг, който по това време е под Британско управление. През 50-те години на 20 век в Хонконг е имало 300 000 членове на триади. Академици от Университета в Хонконг твърдят, че повечето триадски организации са основани между 1914 и 1939 г., и че на територията е имало повече от 300 такива общества. От тогава броят им е намалял до около 50, като 14 от тях са редовно разследвани от полицията. Към 1951 г. са действали главно 9 триадски организации, които разделяли земята по етнически групи и географски положения, като всяка триада управлява определен регион. Деветте триади са Уо Хоп То, Уо Шинг Уо, Рунг, Тунг, Чуен, Шинг, Сун Йе Он, 14К и Луен. Всяка една от тях има своя щаб-квартира и под-групи. След бунтовете през 1956 г. правителството на Хонконг въвежда по-строги закони и активността на триадите намалява.

### Престъпни дейности
Триадите извършват множество престъпления като изнудване, пране на пари, трафик на хора и проституция. Те са също замесени в контрабандата и пиратството на музика, видео и софтуер, а също и на материална стока като дрехи, часовници и пари.
Триадите печатат нелегално пари от 1880. Между 60-те и 70-те години на 20-век те печатат всякаква Китайска валута и най-вече 50-те цента от Хонконг. По това време те също така копират скъпи книги и ги продават на черния пазар. След 70-те териториалния контрол на триадите намалява и някои от тях започват легален бизнес.

## Организационна структура
Триадите използват числови кодове, за да определят чиновете и позициите в една банда. Числата се основават на нумерологията от Книгата на Промените. Числото „489“ се отнася за „Планинския“ или „Драконовия“ Господар (или Драконовата Глава), който е лидера на бандата. Числото 438 се използва за „Законодателния Планински Господар“, който е дясната ръка на лидера, „Тамянения Господар“, който отговаря за включването на нови членове в триада и „Авангарда“, който е помощник на „Тамянения Господар“. „426“ е „военния командир“, също наричан и „Червения Кол“, който отговаря за отбранителни и нападателните действия, негови подчинени са членовете, означени с числото „49“, или „войник“. „Военният командир“ също отговаря и за набирането на нови членове. „Бялото Хартиено Ветрило“ (номер 415) отговаря за финансовите и бизнес съвети, а „Сламения Сандал“ (номер 432) функционира като връзка между отделните членове. „Сини фенери“ се наричат неофициалните членове на организацията.

## Приемане
Подобно на Италианската Мафия и Японската Якудза, членовете на триада подлежат на церемониална инициация. Типичната церемония се извършва в олтар, посветен на Гуан Ю, където се кади тамян и се принася животинско жертвоприношение, обикновено кокошка, прасе или коза. След като изпие смес от вино и кръвта на жертвата или кандидата, новия член минава под арка от мечове, докато рецитира клетвите на триада. Хартията, на която са написани клетвите се изгаря в олтара, за да се потвърди готовността на кандидата да извършва задълженията си.

## Отвъдокеански дейности
Триади има и в региони с по-голямо китайско население, извън континентален Китай, Хонконг и Тайван. Знае се, че триади действат в САЩ, Канада, Австралия, Обединеното Кралство, Германия, Франция и Аржентина. В тези страни те често вкарват нелегални имигранти.

### Тонг
Тонг са организации, подобни на триадите, с разликата, че те са създадени в Китайските квартали в САЩ, независимо от триадите. Буквално думата означава „социален клуб“ и Тонг не са точно тайни организации. Първите Тонг организации са създадени през втората половина на 19 век от ранните китайски имигранти за взаимна подкрепа и защита на обществото. Тези Тонг действат по модел на Триадите, но са създадени без ясни политически мотивации. Въпреки това, те извършват престъпления от рода на изнудване, нелегален хазарт и проституция. През последните години някои Тонг организации са прекратили криминалната си дейност и са се превърнали в цивилно-ориентирани организации.